# Richard Phelps
Richard Phelps, född den 19 april 1961 i Gloucester, Storbritannien, är en brittisk idrottare inom modern femkamp.
Han tog OS-brons i lagtävlingen i samband med de olympiska tävlingarna i modern femkamp 1988 i Seoul.